# (37562) 1988 MA
1988 أم أي (ويعرف أيضًا باسم (37562) 1988 أم أي وفق تسمية الكوكب الصغير) (بالإنجليزية: 1988 MA)‏ هو كويكب ضمن حزام الكويكبات؛ وترتيبه 37562 من حيث الاكتشاف.
اكتُشف هذا الجُرم الفلكي بواسطة اليانور إف. هيلين في 16 يونيو 1988.

## وصلات خارجية
- (37562) 1988 MA في قاعدة بيانات مختبر الدفع النفاث لأجرام النظام الشمسي الصغيرة

- الاكتشاف · مخطط المدار ·  العناصر المدارية · المعلمات المادية

- (37562) 1988 MA على موقع ويكي سكاي: DSS2, SDSS, GALEX, IRAS, Hydrogen α, X-Ray, Astrophoto, Sky Map, Articles and images